# Монастироцька сільська рада
Монастиро́цька сільська́ ра́да — адміністративно-територіальна одиниця та орган місцевого самоврядування в Ярмолинецькому районі Хмельницької області. Адміністративний центр — село Монастирок.

## Загальні відомості
- Територія ради: 45,36 км²
- Населення ради: 1 014 особи (станом на 2001 рік)

## Населені пункти
Сільській раді підпорядковані населені пункти:
- с. Монастирок
- с. Іванківці
- с. Михалківці

## Склад ради
Рада складається з 14 депутатів та голови.
- Голова ради: Матвєєва Олена Василівна

### Керівний склад попередніх скликань
| Прізвище, ім'я, по батькові      | Основні відомості                                                             | Дата обрання | Дата звільнення |
| -------------------------------- | ----------------------------------------------------------------------------- | ------------ | --------------- |
| Фроленкова Валентина Анатоліївна | Сільський голова, 1961 року народження, позапартійна                          | 26.03.2006   | 31.10.2010      |
| Матвєєва Олена Василівна         | Сільський голова, 1975 року народження, освіта середня загальна, позапартійна | 31.10.2010   |                 |

Примітка: таблиця складена за даними сайту Верховної Ради України

### Депутати
За результатами місцевих виборів 2010 року депутатами ради стали:

#### За суб'єктами висування
| Суб'єкт висування                                       | Кількість обраних депутатів | %    |
| ------------------------------------------------------- | --------------------------- | ---- |
| Самовисування                                           | 8                           | 57,1 |
| Народна партія                                          | 2                           | 14,3 |
| Партія регіонів                                         | 2                           | 14,3 |
| Партія Християнсько-Демократичний Союз                  | 1                           | 7,1  |
| Політична партія Всеукраїнське об'єднання «Батьківщина» | 1                           | 7,1  |

#### За округами
| № округу                                                | Прізвище, ім'я, по батькові          | Дата визнання обраним | Освіта             | Партійна приналежність | Відомості про обраного депутата                       |
| ------------------------------------------------------- | ------------------------------------ | --------------------- | ------------------ | ---------------------- | ----------------------------------------------------- |
| Народна Партія                                          |                                      |                       |                    |                        |                                                       |
| 6                                                       | Комарніцька Лідія Миколаївна         | 04.11.2010            | вища               | позапартійна           | Сільська рада, секретар                               |
| 7                                                       | Голопольський Григорій Володимирович | 04.11.2010            | середня            | позапартійний          | ЗАТ «Октант», тракторист                              |
| Партія регіонів                                         |                                      |                       |                    |                        |                                                       |
| 8                                                       | Гуменюк Юрій Михайлович              | 04.11.2010            | вища               | позапартійний          | Монастироцька загальноосвітня школа І-ІІ ст., вчитель |
| 9                                                       | Бондар Ірина Володимирівна           | 04.11.2010            | середня спеціальна | позапартійна           | Сільська рада, бухгалтерія                            |
| Партія Християнсько-Демократичний Союз                  |                                      |                       |                    |                        |                                                       |
| 4                                                       | Тика Неоніла Вікторівна              | 04.11.2010            | середня            | позапартійна           | Укрпошта, листоноша                                   |
| Політична партія Всеукраїнське об'єднання «Батьківщина» |                                      |                       |                    |                        |                                                       |
| 3                                                       | Верховцев Роман Євгенович            | 04.11.2010            | середня            | позапартійний          | Священно-служитель, протоєрей                         |
| Самовисування                                           |                                      |                       |                    |                        |                                                       |
| 1                                                       | Мамчур Ніла Едуардівна               | 04.11.2010            | середня            | позапартійна           | приватний підприємець, продавець                      |
| 2                                                       | Шарабай Віктор Анатолійович          | 04.11.2010            | середня            | позапартійний          | ЗАТ «Октант», зав.фермою                              |
| 5                                                       | Шеремета Олександр Володимирович     | 04.11.2010            | середня            | позапартійний          | тимчасово не працює                                   |
| 10                                                      | Лебідь Наталія Вікторівна            | 04.11.2010            | середня            | позапартійна           | тимчасово не працює                                   |
| 11                                                      | Сухіна Сніжана Петрівна              | 27.03.2011            | середня            | позапартійна           | Монастириська сільська рада, секретар виконкому       |
| 12                                                      | Сухіна Наталія Василівна             | 04.11.2010            | середня            | позапартійна           | тимчасово не працює                                   |
| 13                                                      | Бухта Олег Олександрович             | 04.11.2010            | середня            | позапартійний          | Михайлівське лісництво, єгер                          |
| 14                                                      | Сірих Сергій Леонідович              | 04.11.2010            | середня спеціальна | позапартійний          | тимчасово не працює                                   |